# Тобіас Шютценауер
Тобіас Шютценауер (нім. Tobias Schützenauer; нар. 19 травня 1997, Грац) — австрійський футболіст, воротар клубу «Штурм».

## Клубна кар'єра
Вихованець клубів АСКЕ (Мурфельд), «Грацер АК» та «Штурм» з рідного міста Грац. З 2013 року для отримання ігрової практики Тобіас почав виступати за дублюючий склад останніх.
24 травня 2015 року в матчі проти клубу «Адміра Ваккер Медлінг» (2:1) він дебютував в австрійській Бундеслізі, замінивши на 35-й хвилині Крістіана Гратцая, який отримав травму і до закінчення гри не пропустив жодного голу. У наступні роки залишався дублюючим воротарем, виходячи на поле лише у випадку форс-мажорів. Тим не менш у травні 2022 року його контракт із «Штурмом» був продовжений до літа 2023 року.

## Міжнародна кар'єра
У 2012 році дебютував у складі юнацької збірної Австрії (U-16), загалом на юнацькому рівні взяв участь у 9 іграх. У 2016 році у складі юнацької збірної Австрії до 19 років Шютценауер взяв участь у юнацькому чемпіонаті Європи у Німеччині. На турнірі він був запасним та на поле не вийшов, а його команда посіла останнє місце у групі.
31 травня 2018 року він зіграв свій єдиний матч у складі молодіжної збірної Австрії, відігравши другий тайм товариської гри проти Чехії (0:3) і пропустивши за цей час два голи.

## Титули і досягнення
- Володар Кубка Австрії (2):

«Штурм» (Грац): 2017/18, 2022/23